# Doru-Viorel Ursu
Doru-Viorel Ursu (Drobeta-Turnu Severin, 1º marzo 1953 – 14 aprile 2024) è stato un politico, magistrato e avvocato rumeno.
Già procuratore del tribunale militare di Bucarest, dopo la rivoluzione romena del 1989 divenne membro del Fronte di Salvezza Nazionale (FSN) e fu nominato ministro degli interni del governo Roman, ricoprendo l'incarico tra la mineriada del giugno 1990 e la mineriada del settembre 1991. Fu poi deputato per il Partito Democratico (1992-1996).

## Formazione e carriera professionale
Il nonno, preside di una scuola e leader locale del Partito Nazionale Contadino (PNȚ), si rifugiò presso Drobeta-Turnu Severin per sfuggire alla persecuzione che seguì l'instaurazione della Repubblica Socialista di Romania nel 1947. Lì, il 1º marzo 1953, nacque Doru-Viorel Ursu i cui genitori, dopo la sua nascita, si trasferirono a Bucarest. La madre fu insegnante, mentre il padre frequentò l'accademia di studi militari del ministero della difesa.
Diplomatosi presso il liceo Gheorghe Lazăr della capitale, proseguì gli studi presso la facoltà di giurisprudenza dell'Università di Bucarest, ove conseguì la laurea nel 1976 con una media del 9,95/10. Ottenne successivamente il dottorato dalla stessa istituzione universitaria.
Assunto subito dopo la laurea come procuratore presso la sezione del tribunale del settore 2 di Bucarest, nel 1980 fu trasferito al tribunale militare, divenendone nel tempo vicepresidente (1986) e presidente (febbraio 1990). Fu negli anni successivi anche insegnante di diritto presso l'Università Lucian Blaga di Sibiu e l'Accademia di polizia Alexandru Ioan Cuza di Bucarest.
Membro onorario della fondazione Nicoale Titulescu, nel 1997 rinunciò alla carriera politica e a quella didattica per dedicarsi pienamente alla direzione del proprio studio di avvocatura.

## Carriera politica

### Ministro degli interni di Petre Roman
Subito dopo lo scoppio della rivoluzione romena del 1989 che causò la caduta del regime di Nicolae Ceaușescu, Ursu fu promosso a presidente del tribunale militare di Bucarest, ricevendo l'incarico di conduzione dell'accusa nel processo contro il figlio del dittatore, Nicu Ceaușescu, accusato di genocidio.
Nel giugno 1990 il neoeletto governo di Petre Roman, esponente del Fronte di Salvezza Nazionale (FSN), egemone partito politico fondato dal presidente della repubblica Ion Iliescu, si ritrovò a fronteggiare una crisi di ordine pubblico che ebbe il proprio apice nella mineriada del giugno 1990. In modo da reprimere le proteste antigovernative iniziate in aprile (passate alla storia con il nome di golaniada), Iliescu invitò la polizia all'intervento. Gli scontri tra le forze dell'ordine e i manifestanti, tuttavia, non portarono ad una soluzione definitiva e, in un clima di caos generale, nella mattina del 14 giugno il ministro degli interni Mihai Chițac fu sollevato dall'incarico. Venuto all'onor delle cronache per il processo contro Ceaușescu, la nomina di Ursu a nuovo ministro degli interni fu supportata da uomini vicini al primo ministro Petre Roman, tra questi i vicepremier Anton Vătășescu e Ion Aurel Stoica e persino dalla moglie Mioara Roman. Per venire a capo della crisi Iliescu, dal canto suo, chiamò a raccolta a Bucarest tutti i corpi sociali che potessero mettere fine alle manifestazioni. L'appello fu accolto dalle associazioni sindacali dei minatori della Valle del Jiu, che intervennero in massa a Bucarest e misero fine alle proteste con la violenza. La mineriada del 13-15 giugno 1990 si concluse con 6 morti, centinaia di feriti e migliaia di arresti, sebbene i rapporti ufficiali presentati dal neoministro Ursu e dal procuratore generale Gheorghe Robu facessero riferimento ad appena 185 arresti.
Oltre a fronteggiare gli eventi della mineriada, nel corso di mandato da ministro Ursu fu tra i sostenitori della nascita dell'Accademia di polizia Alexandru Ioan Cuza e dei licei di polizia Neagoe Basarab e Constantin Brâncoveanu, entrambi posti sotto la direzione del ministero e finalizzati alla formazione di personale specializzato nel campo della pubblica sicurezza. Nel 1990, inoltre, rifondò il corpo di polizia della gendarmeria romena, creò la sezione della brigata per l'ordine pubblico (BAOLP) e decretò il trasferimento della direzione generale carceraria dal ministero degli interni al ministero della giustizia.
La sua esperienza ministeriale si concluse nel settembre 1991, quando una nuova incursione dei minatori nella capitale costrinse Petre Roman a rassegnare le proprie dimissioni. Ursu non fu riconfermato nel consiglio dei ministri del nuovo governo Stolojan, ma il 24 ottobre 1991 fu nominato sottosegretario di Stato al ministero degli esteri e il successivo 23 dicembre 1991 fu indicato come segretario di Stato capo del dipartimento per la pubblica amministrazione locale. Tra i suoi compiti vi fu la supervisione sull'organizzazione e lo svolgimento delle elezioni amministrative del febbraio 1992 e di quelle legislative del settembre dello stesso anno. Mantenne l'incarico fino al 1º novembre 1992.

### Deputato per il FSN-PD
Nella primavera del 1992 il FSN andò incontro ad una scissione, come risultato dello scontro tra le due correnti del partito, quella guidata da Ion Iliescu, promotore di una linea di lenta transizione all'economia di mercato, e quella dell'ex primo ministro Petre Roman. Iliescu fondò il Fronte Democratico di Salvezza Nazionale (FDSN), mentre la controparte mantenne la sigla originale, con la quale si presentò alle elezioni parlamentari e presidenziali del 1992. Ursu rimase nel FSN, che nel marzo 1993 cambiò il proprio nome in Partito Democratico (PD).
In occasione delle elezioni parlamentari del settembre 1992, il partito lo candidò per un seggio alla camera dei deputati nel distretto di Argeș. Ottenuta l'elezione, nel corso della legislatura fu membro della commissione della camera per la pubblica amministrazione e la gestione del territorio, partecipò alla commissione parlamentare comune per il controllo sulle attività dell'agenzia di intelligence del Serviciul Român de Informații (SRI) e fu vicepresidente della commissione speciale per lo statuto dei parlamentari.. Nel marzo 1995 abbandonò il Partito Democratico, concludendo il mandato nel gruppo dei non iscritti

### Ritiro dalla vita politica
Nel giugno 1996 provò da indipendente la candidatura a sindaco di Bucarest. Non supportato politicamente da nessuno dei grandi gruppi politici però, arrivò quarto, alle spalle dei candidati dei partiti maggiori (CDR, PDSR e PD). Nel 1997 infine, fu attratto dal messaggio del partito Alleanza per la Romania (ApR), promettente un radicale rinnovamento della politica romena, ma l'interesse non si concretizzò in un'affiliazione. Nel 1997 lasciò la carriera politica per concentrarsi sull'attività di avvocato.
Pubblicò negli anni successivi diversi volumi sulla storia recente della Romania e sulle sue esperienze politiche.
Nel corso della stagione 2004-2005 fu a capo della commissione disciplinare della Federazione calcistica della Romania, ma rinunciò all'incarico nel maggio 2005, affermando che la federazione non avesse rispettato i regolamenti internazionali in termini di sanzioni. Nello specifico citò alcuni casi di doping in cui furono coinvolte le squadre del Farul Costanza e del Rapid Bucarest, che comportarono squalifiche per periodi inferiori ai 6 mesi.

## Aspetti controversi
Per il suo ruolo in seno al governo fu spesso bersaglio di critiche per il suo presunto coinvolgimento nell'orchestrazione delle violenze e per il successivo insabbiamento delle indagini relative alla mineriada del giugno 1990.
Nel 2003 il quotidiano Ziua pubblicò un rapporto del 1990, a firma di Ursu, confermante che il ministro fosse a conoscenza del fatto che il trasporto dei minatori a Bucarest fosse stato organizzato e supportato dal governo, nonché che l'ex ministro degli interni Mihai Chițac avesse autorizzato la polizia ad aprire il fuoco sui manifestanti e ad agire al fianco dei minatori. Secondo il presidente dell'Associazione 21 dicembre Teodor Doru Mărieș inoltre, il rifiuto da parte di Chițac ad eseguire completamente gli ordini di Iliescu avrebbe portato alla sua sostituzione con Ursu.
Nell'aprile 2005 l'Associazione delle vittime delle mineriade, per voce del suo presidente Viorel Ene, affermò l'esistenza di tutti gli elementi per incriminare Ursu, Iliescu e Roman per aver avuto un ruolo decisivo nella repressione armata delle proteste. Nello specifico, insieme ad altre personalità come il capo del SRI Virgil Măgureanu e i generali Pavel Abraham ed Emil Dumitrescu, Ursu venne accusato di aver apertamente supportato le azioni dei minatori e di aver calpestato lo stato di diritto consentendo la detenzione illegale di centinaia di civili presso diverse carceri militari.

## Vita privata
Sposatosi nel 1979, ebbe tre figli.